# Carlo il Calvo
Carlo II, detto il Calvo (Francoforte sul Meno, 13 giugno 823 – Brides-les-Bains, 6 ottobre 877), fu re dei Franchi occidentali (840-877), d'Aquitania (nominale dall'838 ma effettivo tra l'852 e l'855), di Lotaringia (869-877), d'Italia e di Provenza (875-877), oltreché sovrano dell'Impero carolingio (875-877).

## Origini
Era il quarto figlio dell'Imperatore d'Occidente (814-840) Ludovico I il Pio e della sua seconda moglie Giuditta dei Welf (Guelfi), figlia di Guelfo I (?-820), conte di Altdorf e di Hedwig di Baviera, appartenente alla dinastia dei vecchi Guelfi.

## Biografia

### Giovinezza
La sua nascita creò notevoli problemi nella successione a Ludovico come era stata prevista nella Ordinatio imperii dell'817, ratificata dall'imperatore a Nimega, nell'819. L'Imperatore cercò di assegnare territori anche al figlio appena nato, ma dato che l'ordinatio non prevedeva un caso del genere, incontrò notevoli resistenze da parte dei figli Lotario (imperatore e re d'Italia), Pipino (re di Aquitania) e Ludovico (re di Baviera), per cui parve che le decisioni dell'817 potessero seguire il loro corso.
Ma, nell'829, alla dieta di Worms, Ludovico diede a Carlo con il titolo di duca parte dell'Alemannia (o Svevia), l'Alsazia, la Rezia e parte della Borgogna, tutti territori tolti a Lotario. Questi, pur essendo il padrino di Carlo, si risentì ed il padre per allontanarlo dalla corte lo inviò in Italia, vietandogli di far uso del titolo imperiale. Nell'agosto dell'829, a sostituire Lotario nella custodia del fratello Carlo, fu chiamato a corte Bernardo di Settimania, conte di Barcellona, che era stato insignito del titolo di ciambellano e aveva ricevuto il feudo della marca di Spagna.
Nel decennio successivo, Carlo dovette seguire le vicissitudini paterne nella guerra civile, perdendo il formale possesso dei suoi territori o espandendoli, arrivando, in alcune occasioni ad ottenere temporaneamente, la dignità regale d'Aquitania, tra l'832 (dopo che il suo fratellastro, Pipino I, re d'Aquitania, che si era ribellato al padre, l'imperatore, Ludovico il Pio, era stato sconfitto e imprigionato, secondo la Vita Hludowici Imperatoris, il regno di Aquitania era stato diviso tra Carlo ed il fratellastro, Lotario I dal padre imperatore) e l'834 (Pipino I, che era fuggito dalla prigionia e, di fatto, governava l'Aquitania, si era riavvicinato al padre, facilitando il suo ritorno sul trono imperiale, sempre secondo la Vita Hludowici Imperatoris venne reintegrato come re di Aquitania).
Nell'838, alla morte di Pipino I, secondo lo storico esperto di genealogie, Christian Settipani, l'imperatore, Ludovico il Pio, avocò a sé il regno d'Aquitania per assegnarlo al suo quarto figlio, Carlo il Calvo. Ma i nobili di Aquitania, che volevano mantenere l'indipendenza dall'impero, proclamarono re il figlio di Pipino I, Pipino il Giovane (noto poi come Pipino II di Aquitania) che dal Nitardo viene citato come figlio maggiore di Pipino I. Secondo il monaco e storico, Ademaro di Chabannes, il conte di Poitiers, Emenone, che aveva approvato l'elezione a re d'Aquitania di Pipino II, opponendosi così al volere dell'imperatore, fu scacciato dalla contea da Ludovico il Pio, dopo aver invaso il Poitou.
Nell'839, alla dieta di Worms, l'imperatore Ludovico diseredò Pipino II (che non venne più menzionato anche nelle due successive spartizioni dell'impero) e chiese agli Aquitani di inviarlo ad Aquisgrana, presso la corte imperiale, ad imparare l'arte del buon governo; gli Aquitani rifiutarono, così Pipino il Giovane mantenne il controllo dell'Aquitania, mentre Carlo continuò ad essere solo il re nominale.

### Guerre per il possesso dell'Aquitania

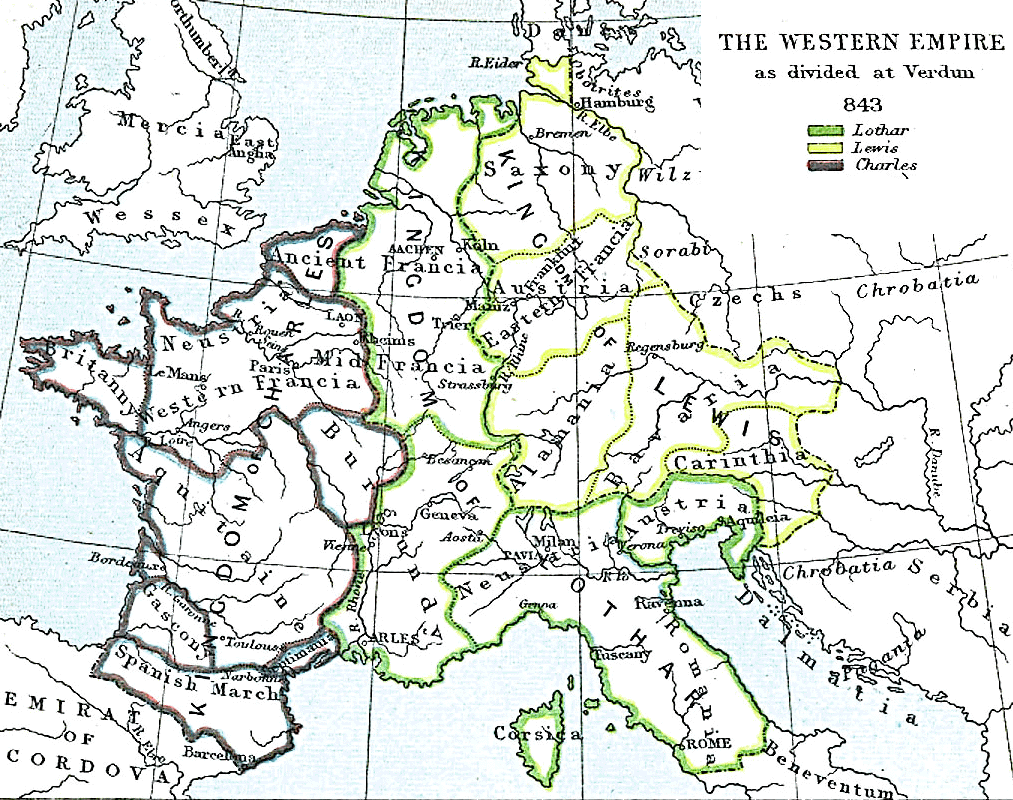
Il regno di Carlo il Calvo dopo il trattato di Verdun (843)

Alla morte di Ludovico il Pio avvenuta, secondo gli Annales Fuldenses, il 20 giugno 840, dopo una breve malattia, su un'isola del fiume Reno, Carlo si alleò con il fratello Ludovico per contrastare Lotario, divenuto imperatore, che si era alleato con il nipote Pipino II. Lo scontro avvenne a Fontenay, nelle vicinanze di Auxerre, dove le truppe di Ludovico II ebbero la meglio sull'esercito imperiale, e nonostante che i Guasconi di Pipino avessero battuto il contingente di Carlo il Calvo, Pipino dovette ritirarsi in Aquitania e continuare la lotta contro lo zio Carlo il Calvo, che attaccò l'Aquitania e depose il conte di Tolosa, Bernardo di Settimania, che passò dalla parte di Pipino II.
L'anno successivo i due fratelli rafforzarono la loro alleanza attraverso il giuramento di Strasburgo e scatenarono una nuova offensiva contro Lotario. La guerra civile si concluse con l'accordo di Verdun (843) che assegnava a Lotario il titolo imperiale, l'Italia, la Borgogna, la Provenza e la Lotaringia, e mentre a Ludovico il Germanico venne garantito il regno orientale (nucleo del regno di Germania) a Carlo veniva garantito il regno occidentale (nucleo di quello che divenne regno di Francia) che includeva l'Aquitania, Tolosa e la Settimania.
Il 13 dicembre dell'842, secondo gli Annales Bertiniani, Carlo, nel Carisiacum palatium di Quierzy, sposò la nipote di Adalardo il Siniscalco, Ermentrude (?-†869), figlia del conte di Orleans, Oddone (o Eudes) I e d'Engeltrude di Fézensac (sorella di Adalardo), forse discendente di Carlo Martello; dopo la separazione, avvenuta venticinque anni dopo, nell'867, Ermentrude si ritirò in convento.
Carlo il Calvo attaccò (844) la contea di Tolosa e fu posto l'assedio alla città di Tolosa, durante il quale Bernardo di Settimania fu catturato. Nello stesso anno Pipino II si era alleato con i Normanni, che, guidati da Jarl Oscar, ebbero modo di perlustrare l'Aquitania sino alla Garonna e arrivarono a Tolosa, la saccheggiarono ma non riuscirono a liberare Bernardo (colui che per due anni (829-830) era stato il protettore di Carlo, quando era giovane) che Carlo il Calvo condannò alla decapitazione, per sospetto tradimento e fu quindi giustiziato per ordine di Carlo il Calvo.
Secondo gli Annales Xantenses, Pipino II, al comando delle truppe aquitane con Guglielmo di Settimania, il figlio di Bernardo, dopo che quest'ultimo era stato decapitato, sconfisse Carlo il Calvo, il 14 giugno 844, sulle rive del fiume Agout, un affluente del Tarn. Comunque Pipino II, alleatosi ai Bretoni, che si erano ribellati a Carlo il Calvo, riuscì a respingere le truppe franche, ma dopo un incontro dei tre re, i suoi tre zii, Carlo il Calvo, re dei Franchi occidentali, Ludovico il Germanico, re dei Franchi orientali e l'imperatore, Lotario I, re di Lotaringia, questi ultimi gli imposero, tramite una lettera, di riconoscersi vassallo di Carlo, riconoscendo a Pipino II il titolo di re della piccola Aquitania (senza il Poitou, l'Angoumois e la Saintonge). Carlo il Calvo, nell'845, a Saint-Benoît-sur-Loire, lo riconobbe governatore di tutta l'Aquitania.
I Bretoni, che si erano rifiutati di sottomettersi, invece, il 22 novembre 845, sconfissero le truppe inviate contro di loro da Carlo il Calvo, vicino a Redon, nella battaglia di Ballon, obbligando, secondo Rosamond McKitterick, con la pace dell'846, il re dei Franchi occidentali, Carlo il Calvo, a riconoscere l'indipendenza della regione bretone, anche perché i Normanni della Frisia stavano attaccando il regno dei Franchi.
Sempre nell'845, i vichinghi, guidati molto probabilmente da Ragnarr Loðbrók, risalirono la Senna, con 120 navi, fino ad assediare Parigi. Temendo il peggio, Carlo si rifugiò a Saint-Denis. I vichinghi attratti dalle ricchezze di Parigi saccheggiarono e semidistrussero la città e per abbandonarla chiesero 7000 libbre d'argento. Preso il riscatto (detto danegeld), i vichinghi si diressero verso la Germania. Durante l'attacco dei vichinghi, Carlo commise l'errore di dividere i suoi soldati per difendere ambedue le sponde dagli invasori; ciò ne ridusse l'efficacia, e furono facilmente sconfitti dai guerrieri norreni, che arrivarono ad occupare la città.

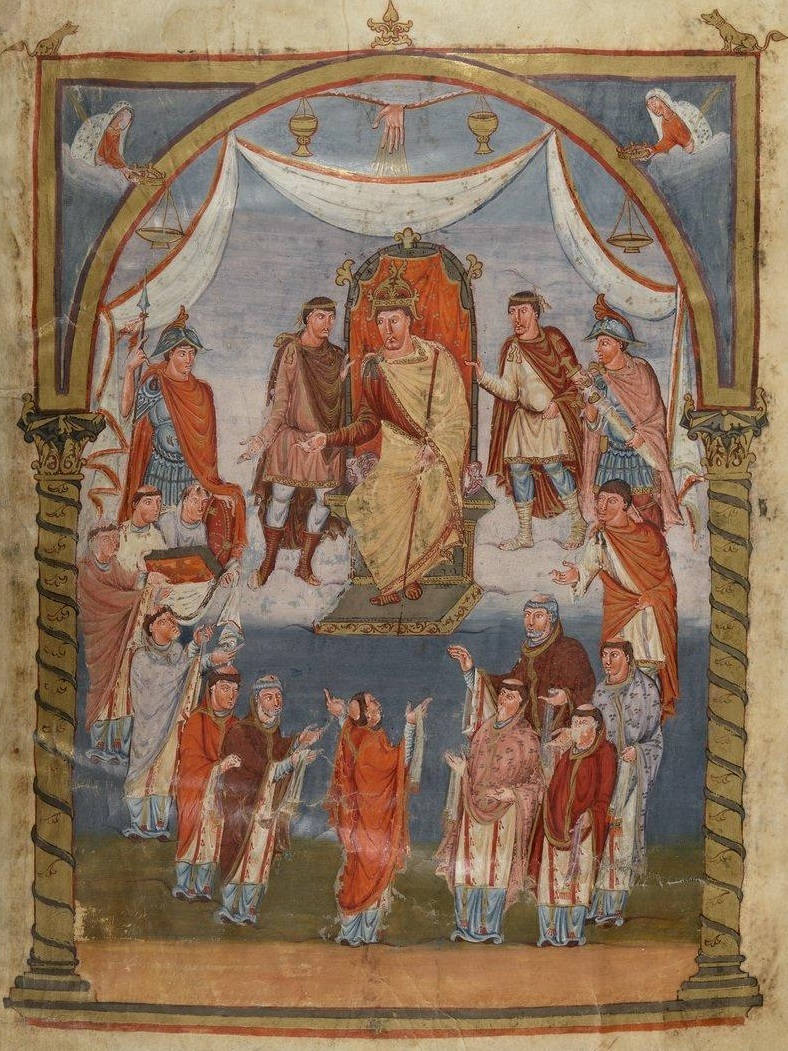
Carlo il Calvo mentre riceve monaci al Concilio di Tours

Carlo il Calvo si dimostrò un sovrano illuminato nei confronti della cultura, accogliendo nei suoi territori i monaci irlandesi che diffondevano la cultura in Europa, risulta che il monaco Giovanni Scoto fosse alla corte di Carlo già nell'845. Nell'847 Bordeaux venne riconquistata dalle truppe di Pipino II e fu affidata a Jarl Oscar, un vichingo che era già stato alleato di Pipino nell'844, ed aveva perlustrato l'Aquitania sino alla Garonna e era arrivato a Tolosa, che fu saccheggiata e prima ancora aveva perlustrato la Loira e saccheggiato Nantes. La consegna della più grande città dell'Aquitania nelle mani di un pirata avventuriero alienò a Pipino le simpatie degli Aquitani che lo appoggiavano e nel giro di un anno tutta la nobiltà lo abbandonò.
Infatti nell'848 i nobili Aquitani appoggiarono l'elezione di Carlo il Calvo a re di Francia e di Aquitania, che fu incoronato re di Francia ed Aquitania, ad Orléans il 6 giugno 848. Allora il fratello di Pipino II, Carlo (825-863), avendo avuto notizia della deposizione di Pipino, chiese di essere investito del regno di Aquitania (lasciata la corte dello zio, Lotario I, Carlo partì con una banda di seguaci alla conquista del regno di Aquitania, ma, nel marzo 849, fu catturato dal conte di Tours).
Pipino con i suoi alleati Normanni, in quello stesso tempo, era riuscito a rientrare in Bordeaux, dopo che era stata conquistata ancora una volta da una banda di Normanni, che non erano suoi alleati, ed a liberare il conte di Tolosa Guglielmo di Settimania, che era loro prigioniero.
Pipino e Guglielmo, allora, si recarono in Settimania per farla sollevare contro Carlo il Calvo, ma, nell'849, Carlo il Calvo ritornò in Aquitania ed approfittando dell'assenza del conte Guglielmo di Settimania, Fredelone di Rouergue aprì le porte di Tolosa a Carlo, che lo premiò confermandolo nel titolo di conte di Tolosa; e mentre Pipino portava la guerra in Settimania, secondo gli Annales Bertiniani, Guglielmo entrò in Barcellona, senza difficoltà, probabilmente per la morte del conte Sunifredo. Guglielmo fece valere i suoi diritti (di conquista) su Barcellona. Secondo il Fragmentum Chronici Fontanellensium, Guglielmo conquistò Barcellona, con l'inganno, nell'849, dopo aver sconfitto e cacciato Alerano, a cui era stata affidata la ben munita città di Barcellona e la marca di Spagna.
Ma dopo la sconfitta e l'esecuzione di Guglielmo a Barcellona, Pipino II, tra l'851 e l'852 venne fatto prigioniero da Sancho II di Guascogna, che lo consegnò a Carlo il Calvo che lo premiò trasformando il suo titolo da conte di Guascogna Citeriore a duca di Guascogna, mentre Pipino II fu costretto a farsi monaco e, nell'852, fu rinchiuso nel monastero di san Medardo a Soissons.
Nell'854 Ludovico III il Giovane, figlio di Ludovico II il Germanico, con l'appoggio dei nobili aquitani, attaccò Carlo il Calvo ed arrivò sino a Limoges, mentre i Normanni si erano stabiliti nella Valle della Loira devastando Poitiers, Angoulême, Périgueux, Limoges, Clermont e Bourges. Pipino II ne approfittò per lasciare il monastero in cui era stato rinchiuso e raccogliere intorno a sé molti nobili che, alla notizia della sua fuga, avevano abbandonato Ludovico il Giovane, che dovette rientrare in Baviera. Pipino II attaccò ancora una volta Carlo, riuscendo a tenerlo impegnato e per pochi mesi ebbe il controllo dell'Aquitania. In quello stesso anno Carlo il Calvo recuperò diversi territori e fece incoronare re d'Aquitania, a Limoges, suo figlio, Carlo III il Bambino; in pratica l'Aquitania era governata da due re, quello ufficiale, nel nord e Pipino II, nel sud.

### Lotte contro i Normanni e successione in Provenza e Lotaringia
Nell'856 furono i normanni a risalire dalle foci della Senna e a saccheggiare Parigi e poi a devastare tutti i territori tra la Senna e la Loira. La popolazione parigina per l'inettitudine di Carlo si rivolgerà al fratello Ludovico il Germanico, che dovette declinare l'invito perché stava preparando una guerra contro gli slavi. Carlo per combattere i vichinghi, nell'858, chiese il supporto di Ludovico il Germanico che era ancora alle prese con gli Slavi e rifiutò, il nipote, Lotario II, nell'estate dell'858, con un contingente di nobili lotaringi, si aggregò all'esercito di Carlo il Calvo, nella campagna contro i vichinghi. In quegli anni mise in atto una serie di fortificazioni e ponti lungo i fiumi che sbarravano il passaggio delle navi vichinghe.

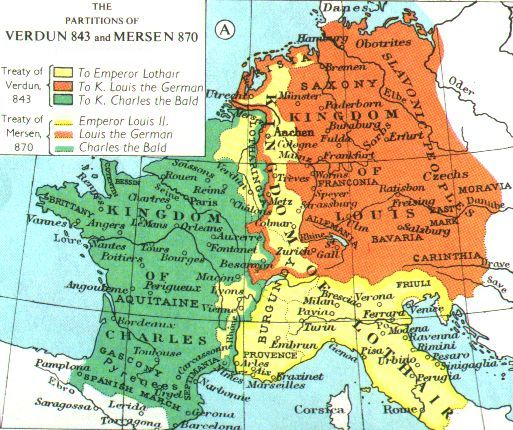
Il regno di Carlo il Calvo dopo il trattato di Meerssen (870)

In questo periodo, con l'elezione al soglio pontificio di papa Nicola I (858-867), Carlo il Calvo dovette subire, così come suo fratello Ludovico ed i vari nipoti, i rimproveri, per le eventuali disobbedienze alle richieste del papa stesso, e le esortazioni ad esaltare la chiesa di Roma, che secondo il papa, era un preciso dovere dei re cristiani. E quando Carlo il Calvo si mostrava offeso per i rimproveri molto duri di Nicola I, quest'ultimo gli replicava che «il re doveva sottomettersi così come Giobbe si era inchinato alle mortificazioni inflittegli dall'Altissimo».
In quello stesso periodo si era profilata una campagna contro le chiese private e Prudenzio di Troyes (?-861) e Incmaro di Laon si batterono affinché le chiese al momento della consacrazione fossero consegnate alle gerarchie ecclesiastiche, mentre Incmaro di Reims, appoggiato da Carlo il Calvo, controbatteva che pur eliminando gli abusi, le chiese private erano accettabili. Nell'863 morì Carlo di Provenza, figlio di Lotario I. Carlo il Calvo, che aveva manifestato l'interesse di impadronirsi dei suoi territori, ma era stato sconfitto da Carlo di Provenza già tre anni prima, cercò di succedergli, ma venne impedito da un'azione del nipote, l'Imperatore Ludovico II, che, per primo, era arrivato in Provenza, se ne era impadronito ed aveva ceduto alcuni territori al fratello Lotario II.
Nell'869 morì un altro dei figli di Lotario I, Lotario II, che aveva il dominio della Lotaringia. Approfittando che il legittimo erede, Ludovico II, era impegnato in Italia, ma soprattutto non aveva un grosso seguito tra i nobili di Lotaringia, Carlo cercò di entrarne in possesso e con il suo esercito e l'appoggio di una parte della nobiltà di Lotaringia, conquistò Metz allo scopo di precedere il fratello Ludovico il Germanico, che a sua volta aveva simpatizzanti in Lotaringia. Il 9 settembre 869 Carlo il Calvo è incoronato re di Lotaringia dall'arcivescovo Incmaro di Reims nella cattedrale di Metz.
Ludovico il Germanico, invece di scatenare una guerra, preferì trovare un accordo con il fratellastro, spartendosi il territorio. L'anno seguente sancirono la spartizione con il trattato di Meerssen (870), con il quale a Carlo spettò la parte occidentale della Lotaringia. I due fratelli ignorarono nella spartizione Ludovico II, il quale si rivolse al papa Adriano II per perorare la sua causa. Il pontefice mandò due ambasciatori nelle corti di Carlo e Ludovico allo scopo di far risolvere le questioni al vescovo di Reims Incmaro. Questi ignorò il volere del papa mostrandosi leale nei confronti del suo sovrano Carlo, garantendo a lui e al fratello i territori che si erano divisi.
Carlo, rimasto vedovo (6 ottobre 869), si sposò in seconde nozze con Richilde delle Ardenne (ca. 845-910), figlia del conte Bivin di Vienne (822-877), già sua concubina, per procura il 12 ottobre 869, poi di persona, ad Aquisgrana, il 22 gennaio 870. Nell'agosto dell'871, si era diffusa la notizia che l'imperatore Ludovico II fosse morto; i suoi zii, Carlo il Calvo e Ludovico II il Germanico, inviarono immediatamente truppe in Italia per impadronirsi del regno, ma trovando Ludovico in buona salute dovettero rientrare.

### Imperatore e re d'Italia

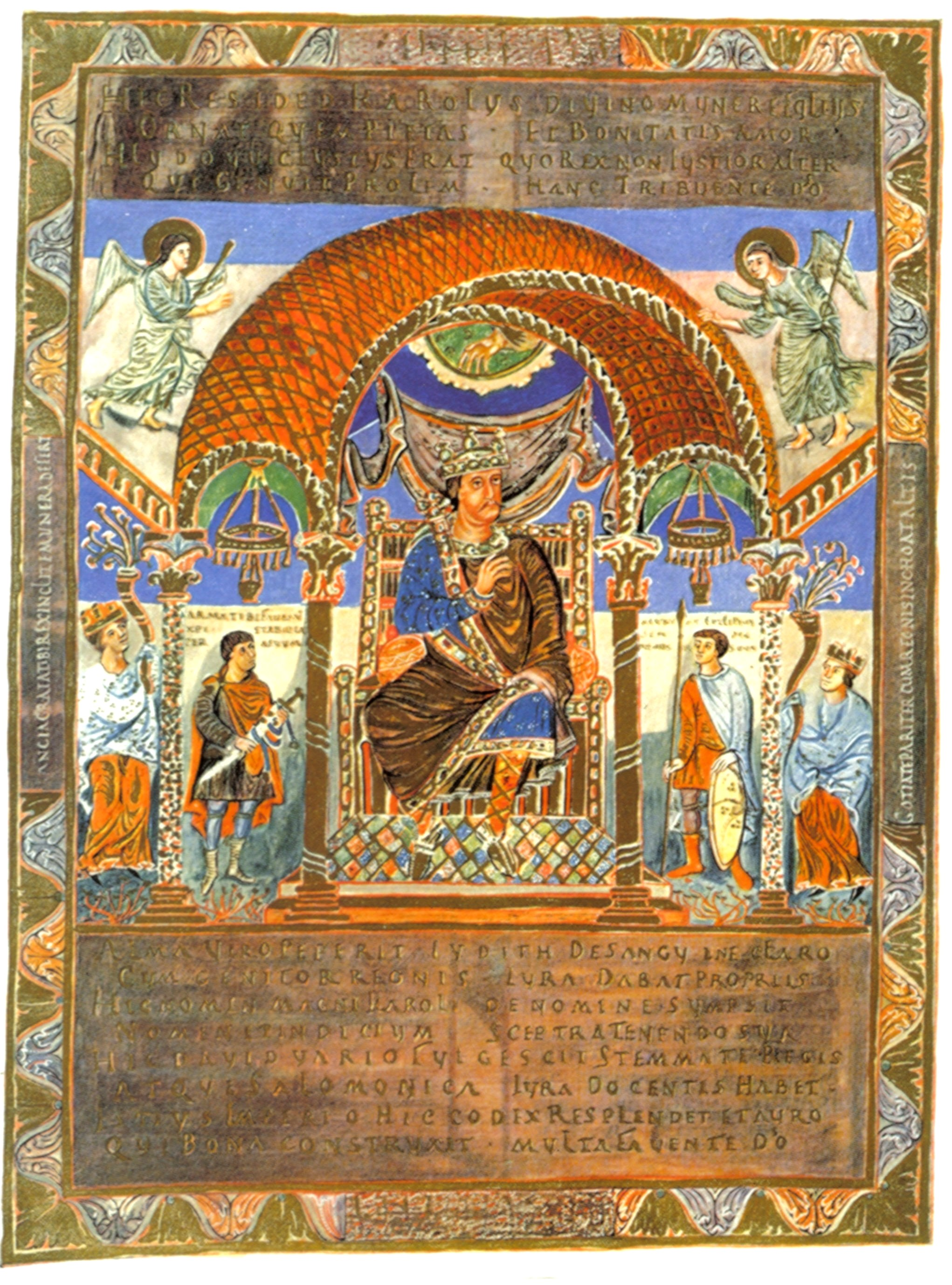
Carlo il Calvo sul trono

Ludovico II il Giovane morì nell'875 senza eredi maschi, lasciando solo una figlia. In quel momento Carlo il Calvo e Ludovico II il Germanico erano gli ultimi figli di Ludovico il Pio ancora viventi e i più alti in grado nella successione al trono imperiale. Carlo il Calvo varcò le Alpi con il suo esercito allo scopo di ottenere il trono e il titolo imperiale. Il fratello, d'altra parte, voleva garantire la successione imperiale al figlio Carlomanno il quale varcò il Brennero deciso a contrastare lo zio.

Il regno di Carlo il Calvo dopo la morte di Ludovico II (875)

Iniziò una disputa dove i grandi vassalli d'Italia parteggiarono per l'una o l'altra fazione allo scopo secondario di rafforzare i propri poteri. Tra i sostenitori di Carlomanno ci fu il futuro Imperatore Berengario, allora marchese del Friuli, che si distinse conquistando i territori bergamaschi di un conte che appoggiava Carlo. Il re dei Franchi occidentali, Carlo, che aveva l'appoggio di papa Giovanni VIII, riuscì ad imporsi nella lotta e si fece incoronare imperatore il 25 dicembre dell'875.
L'imperatore Carlo, lasciato in Italia il cognato Bosone, dopo averlo nominato duca d'Italia e conte di Provenza, fu costretto però a rientrare precipitosamente in Gallia, poiché il fratello Ludovico aveva attaccato e devastato i territori occidentali. Il nuovo imperatore liberò Aquisgrana e poi Colonia, giungendo a minacciare la possibilità di occupare i territori del fratello. Questi gli intimò di non varcare il Reno, ma dopo il fallimento delle trattative, fu Ludovico stesso a superarlo e ad impartire una sonora sconfitta a Carlo.
Tuttavia Ludovico II il Germanico morì il 28 agosto dell'876. I figli Carlomanno, Ludovico il Giovane e Carlo il Grosso si spartirono il regno orientale sulla base delle regole di successione che egli aveva stabilito quand'era in vita. Spettò al figlio Carlomanno, designato dal padre come Re di Baviera nonché come suo successore del titolo regale dei Franchi orientali, a proseguire la guerra in Italia.
Nel corso dell'876, i vichinghi avevano ripreso a risalire la Senna, minacciando la ricca abbazia di Saint-Denis, facendo fuggire i monaci. Allora Carlo negoziò nuovamente per un loro ritiro dalla Senna; lo ottenne per 5000 libbre d'argento ed il 7 maggio 877, ordinò la raccolta del tributo speciale, il Tributum Normanicum. Per ottenere l'appoggio dei marchesi e dei grandi feudatari francesi ed affrontare Carlomanno in Italia, il 14 giugno 877 Carlo proclamò il cosiddetto capitolare di Quierzy, nel quale riconobbe l'ereditarietà dei grandi feudi.

### Morte

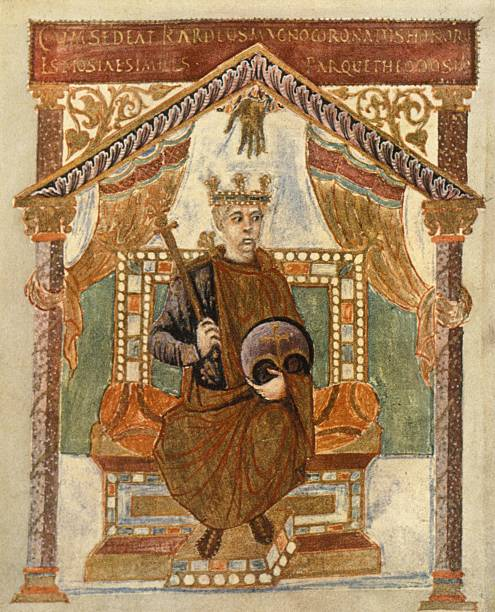
Carlo il Calvo in età avanzata; ritratto della sua Bibbia

Carlo il Calvo, alla fine di giugno, accompagnato dalla moglie Richilde e da una piccola parte dei suoi vassalli maggiori attraversò le Alpi e, a Vercelli, ricevette la visita di papa Giovanni VIII che lo incitò a continuare la guerra contro i figli di Lodovico il Germanico. Carlomanno nel frattempo era sceso in Italia con un imponente esercito, passando dal Brennero. Temendo uno scontro, e non essendo stato raggiunto dai suoi vassalli, tra cui Bosone, che erano rimasti in Gallia, perché ritenevano il problema dei vichinghi prioritario rispetto al problema italiano, Carlo dovette abbandonare l'Italia, cercando rifugio nella Moriana. Arrivò malato per il viaggio lungo e disagiato, morendo a Brides-les-Bains il 6 ottobre 877. Sul trono dei Franchi occidentali gli succedette il figlio Ludovico il Balbo, mentre in Italia Carlomanno poté farsi eleggere re d'Italia dalla dieta di Pavia.

## I dubbi sulla sua calvizie
È stato suggerito che il soprannome di Carlo sia stato usato in modo ironico e non descrittivo; cioè che in realtà non fosse calvo, anzi, dalle fonti sembra che possedesse una folta capigliatura. Un'interpretazione alternativa o aggiuntiva si basa sul fatto che inizialmente non deteneva un regno: "Calvo" sarebbe in questo caso un riferimento ironico alla sua mancanza di terra, in un'età in cui i suoi fratelli erano già insediati in vari regni da alcuni anni.
Rappresentazioni contemporanee della sua persona, ad esempio, nella Bibbia dell'845 (al lato), sul sigillo dell'847 (come re) e sul sigillo dell'875 (come imperatore) lo mostrano con i capelli, così come la statuetta equestre (870 ca.) che si pensava lo raffigurasse. La Genealogia dei re franchi, un testo di Fontanelle che risale forse già all'869, e un testo senza traccia di ironia, lo chiama Karolus Calvus ("Carlo il Calvo"). Rimane un dato di fatto che, alla fine del X secolo, Richerio di Reims e Ademaro di Chabannes lo chiamano senza fini derisori "Carlo il Calvo".

## Discendenza
Carlo il Calvo da Ermentrude ebbe nove figli:
- Giuditta (844–870), sposò, in prime nozze, Etelvulfo del Wessex, in seconde nozze, Etelbaldo del Wessex (suo figliastro) ed, in terze nozze, Baldovino I delle Fiandre;
- Luigi (o Ludovico) il Balbo (846–879), re dei Franchi Occidentali, re d'Aquitania e re di Provenza;
- Carlo il Bambino (847–866), re d'Aquitania;
- Lotario (848–866[37]), monaco dall'861[38], abate di Saint-Germain;
- Carlomanno (849–878), monaco, abate di san Medardo a Soissons;
- Rotrude (852–912), suora, badessa di Santa Redegonda[39];
- Ermetrude[40] (854–877), suora, badessa di Hasnon;
- Hildegarda[40] (856-?), morta giovane;
- Gisella[40] (857–874).

Da Richilde ebbe cinque figli:
- Rotilde (871–928/9 citata da Flodoardo come morta di recente, all'inizio del 929[41]), sposò, nell'890, il conte del Maine, Ruggero ed ebbe come genero Ugo il Grande[39]. Dopo essere rimasta vedova si ritirò nell'abbazia di Chelles, dove divenne badessa; e quando, nel 922, suo nipote, il re di Francia Carlo il Semplice le tolse l'abbazia per darla ad un certo Haganon[42], si innescò la rivolta che portò sul trono Roberto, marchese di Neustria, padre di suo genero, Ugo il Grande;
- Drogone (872/3–873/4), gemello di Pipino, secondo il Chronico Floriacensi;
- Pipino (872/3–873/4), gemello di Drogone, secondo il Chronico Floriacensi;
- un figlio (875-875), morto dopo essere stato battezzato[43];
- Carlo (876–877), sepolto a Saint-Denis, come ricordato dagli Annales Bertiniani[44].

## Ascendenza
|                     |         |                     | Genitori              |  |  | Nonni |  |  | Bisnonni        |  |  | Trisnonni      |  |
|                     |         |                     |                       |  |  |       |  |  | Pipino il Breve |  |  | Carlo Martello |  |
|                     |         |                     |                       |  |  |       |  |  | Pipino il Breve |  |  | Carlo Martello |  |
|                     |         | Rotrude di Treviri  |                       |  |  |       |  |  | Pipino il Breve |  |  |                |  |
| Carlo Magno         |         |                     |                       |  |  |       |  |  | Pipino il Breve |  |  |                |  |
|                     |         | Bertrada di Laon    | Cariberto di Laon     |  |  |       |  |  |                 |  |  |                |  |
|                     |         | Bertrada di Laon    | Cariberto di Laon     |  |  |       |  |  |                 |  |  |                |  |
|                     |         | Bertrada di Laon    | Gisella di Laon       |  |  |       |  |  |                 |  |  |                |  |
| Ludovico il Pio     |         | Bertrada di Laon    |                       |  |  |       |  |  |                 |  |  |                |  |
|                     |         | Geroldo di Vintzgau | Hado degli Anglachgau |  |  |       |  |  |                 |  |  |                |  |
|                     |         | Geroldo di Vintzgau | Hado degli Anglachgau |  |  |       |  |  |                 |  |  |                |  |
|                     |         | Geroldo di Vintzgau | Gerniu di Svevia      |  |  |       |  |  |                 |  |  |                |  |
| Ildegarda           |         | Geroldo di Vintzgau |                       |  |  |       |  |  |                 |  |  |                |  |
|                     |         | Emma d'Alemannia    | Hnabi                 |  |  |       |  |  |                 |  |  |                |  |
|                     |         | Emma d'Alemannia    | Hnabi                 |  |  |       |  |  |                 |  |  |                |  |
|                     |         | Emma d'Alemannia    | Hereswind             |  |  |       |  |  |                 |  |  |                |  |
| Carlo il Calvo      |         | Emma d'Alemannia    |                       |  |  |       |  |  |                 |  |  |                |  |
|                     | Ruthard | …                   |                       |  |  |       |  |  |                 |  |  |                |  |
|                     | Ruthard | …                   |                       |  |  |       |  |  |                 |  |  |                |  |
|                     | Ruthard | …                   |                       |  |  |       |  |  |                 |  |  |                |  |
| Guelfo I            | Ruthard |                     |                       |  |  |       |  |  |                 |  |  |                |  |
|                     |         | Hermenlindis        | …                     |  |  |       |  |  |                 |  |  |                |  |
|                     |         | Hermenlindis        | …                     |  |  |       |  |  |                 |  |  |                |  |
|                     |         | Hermenlindis        | …                     |  |  |       |  |  |                 |  |  |                |  |
| Giuditta di Baviera |         | Hermenlindis        |                       |  |  |       |  |  |                 |  |  |                |  |
|                     |         | Isanbard            | Guerino di Turgovia   |  |  |       |  |  |                 |  |  |                |  |
|                     |         | Isanbard            | Guerino di Turgovia   |  |  |       |  |  |                 |  |  |                |  |
|                     |         | Isanbard            | Adelinde              |  |  |       |  |  |                 |  |  |                |  |
| Edvige di Baviera   |         | Isanbard            |                       |  |  |       |  |  |                 |  |  |                |  |
|                     |         | Thiedrada           | …                     |  |  |       |  |  |                 |  |  |                |  |
|                     |         | Thiedrada           | …                     |  |  |       |  |  |                 |  |  |                |  |
|                     |         | Thiedrada           | …                     |  |  |       |  |  |                 |  |  |                |  |
|                     |         | Thiedrada           |                       |  |  |       |  |  |                 |  |  |                |  |

### Fonti primarie
- (LA)  Monumenta Germanica Historica, tomus V.
- (LA)  Monumenta Germanica Historica, tomus II.
- (LA)  Monumenta Germanica Historica, tomus I.
- (LA)  Monumenta Germanica Historica, tomus IX.
- (LA)  Monumenta Germanica Historica, tomus XIII.
- (LA)  Monumenta Germanica Historica, tomus III.
- (LA)  Annales Bertiniani.
- (LA)  Nithardus, Historiae.
- (LA)  Annales Xantenses.
- (LA)  Ademarus Engolismensis Historiarum.
- (LA)  Rerum Gallicarum et Francicarum Scriptores, tomus VII.

### Letteratura storiografica
- René Poupardin, Ludovico il Pio, in «Storia del mondo medievale», vol. II, 1979, pp. 558–582
- René Poupardin, I regni carolingi (840-918), in «Storia del mondo medievale», vol. II, 1979, pp. 583–635
- Allen Mawer, I vichinghi, in «Storia del mondo medievale», vol. II, 1979, pp. 734–769
- Louis Halphen, La chiesa da Carlomagno a Silvestro II, in «Storia del mondo medievale», vol. IV, 1979, pp. 5–20
- Montagues Rodhes James, Cultura e letteratura fino a papa Silvestro II, in «Storia del mondo medievale», vol. IV, 1979, pp. 54–83
- J.P. Wihitney, La riforma della chiesa, in «Storia del mondo medievale», vol. IV, 1979, pp. 289–352